# Igor Vitaljevics Presznyakov
Igor Presznyakov (oroszul: Игорь Пресняков) orosz gitárművész, zenész, aki a YouTube segítségével vált ismertté egyedi feldolgozásaival és játékával.

## Pályafutása
Moszkvában született. Zeneakadémiát végzett. Gitározni és vezényelni tanult. Hollandiában képezte tovább magát, és ott is él több mint 35 éve.

## Lemezek
- 2010 – Chunky Strings
- 2011 – Acoustic Pop Ballads
- 2011 – Acoustic Rock Ballads Covers
- 2013 – Iggyfied